# Gipsy Kings
Gipsy Kings – francuski zespół muzyczny. Muzycy z pochodzenia są hiszpańskimi Cyganami, których przodkowie uciekli z Katalonii podczas hiszpańskiej wojny domowej. Ich styl, Rumba Catalana to bardziej popowa odmiana tradycyjnego flamenco, został stworzony i wylansowany przez hiszpańską piosenkarkę Dolores Vargas, której twórczość przyczyniła się również do powstania zespołu. Członkowie zespołu należą do dwóch spokrewnionych rodzin, Reyes i Baliardo.

## W zespole występują
- Nicolas Reyes – główny śpiew
- Pablo Reyes – śpiew, gitara
- Canut Reyes – śpiew, gitara
- Patchai Reyes – śpiew, gitara
- Andre Reyes – gitara/śpiew
- Diego Baliardo – gitara
- Paco Baliardo – gitara
- Tonino Baliardo – główna gitara
- Chico Bouchikhi – były członek, opuścił zespół po nagraniu albumu Mosaique

## Dyskografia
- Luna de Fuego (1983)
- Gipsy Kings (1988)
- Mosaique (1989)
- Allegria (1990)
- Este Mundo (1991)
- Live (1992)
- Love and Liberte (1993)
- Greatest Hits (1994)
- The Best of the Gipsy Kings (1995)
- Estrellas (1995)
- Tierra Gitana (1996)
- Compas (1997)
- Cantos De Amor (1998)
- Volare: The Very Best of the Gipsy Kings (1999, reedycja w 2000)
- Somos Gitanos (2001)
- Tonino Baliardo (2003)
- Roots (2004)
- Pasajero (2006)
- Savor Flamenco (2013)